# Campeonato Sul-Americano de Futebol Feminino de 1998
A Taça Libertadores da América de 1998 foi realizada em Mar del Plata, Argentina, entre 1 e 15 de Março.
Foi a terceira edição do Campeonato Sul-Americano de Futebol Feminino e determinou a qualificação para a Conmebol para a Copa do Mundo de Futebol Feminino de 1999. 
O Brasil qualificou-se diretamente.
Esta foi a primeira edição em que participaram todas as seleções femininas representadas na Conmebol.

## Fase de grupos

### Grupo A
| Selecção  | Pts | J | V | E | D | GM | GS |
| --------- | --- | - | - | - | - | -- | -- |
| Brasil    | 12  | 4 | 4 | 0 | 0 | 48 | 1  |
| Peru      | 9   | 4 | 3 | 0 | 1 | 5  | 17 |
| Colômbia  | 6   | 4 | 2 | 0 | 2 | 11 | 16 |
| Chile     | 3   | 4 | 1 | 0 | 3 | 6  | 13 |
| Venezuela | 0   | 4 | 0 | 0 | 4 | 2  | 25 |

| 2 de Março | Colômbia | 4 – 1 | Venezuela |  |
|            |          |       |           |  |

| 2 de Março | Brasil | 15 – 0 | Peru |  |
|            |        |        |      |  |

| 4 de Março | Chile | 5 – 0 | Venezuela |  |
|            |       |       |           |  |

| 5 de Março | Brasil | 12 – 1 | Colômbia |  |
|            |        |        |          |  |

| 6 de Março | Chile | 0 – 1 | Peru |  |
|            |       |       |      |  |

| 6 de Março | Brasil | 14 – 0 | Venezuela |  |
|            |        |        |           |  |

| 8 de Março | Venezuela | 1 – 2 | Peru |  |
|            |           |       |      |  |

| 8 de Março | Chile | 1 – 5 | Colômbia |  |
|            |       |       |          |  |

| 10 de Março | Colômbia | 1 – 2 | Peru |  |
|             |          |       |      |  |

| 10 de Março | Brasil | 7 – 0 | Chile |  |
|             |        |       |       |  |

### Grupo B
| Selecção  | Pts | J | V | E | D | GM | GS |
| --------- | --- | - | - | - | - | -- | -- |
| Argentina | 12  | 4 | 4 | 0 | 0 | 16 | 1  |
| Equador   | 7   | 4 | 2 | 1 | 1 | 10 | 6  |
| Paraguai  | 6   | 4 | 2 | 0 | 2 | 6  | 10 |
| Uruguai   | 2   | 4 | 0 | 2 | 2 | 6  | 8  |
| Bolívia   | 1   | 4 | 0 | 1 | 3 | 5  | 18 |

| 1 de Março | Paraguai | 3 – 2 | Uruguai |  |
|            |          |       |         |  |

| 1 de Março | Argentina | 9 – 0 | Bolívia |  |
|            |           |       |         |  |

| 3 de Março | Uruguai | 2 – 2 | Equador |  |
|            |         |       |         |  |

| 3 de Março | Argentina | 3 – 0 | Paraguai |  |
|            |           |       |          |  |

| 5 de Março | Argentina | 2 – 1 | Uruguai |  |
|            |           |       |         |  |

| 5 de Março | Equador | 5 – 2 | Bolívia |  |
|            |         |       |         |  |

| 7 de Março | Equador | 3 – 0 | Paraguai |  |
|            |         |       |          |  |

| 7 de Março | Uruguai | 1 – 1 | Bolívia |  |
|            |         |       |         |  |

| 9 de Março | Bolívia | 2 – 3 | Paraguai |  |
|            |         |       |          |  |

| 9 de Março | Argentina | 2 – 0 | Equador |  |
|            |           |       |         |  |

## Fases finais

### Semifinais
| 12 de Março | Brasil | 11 – 1 | Equador |  |
|             |        |        |         |  |

| 12 de Março | Argentina | 1 - 1 (a.p.) (5-4 g.p.) | Peru |  |
|             |           |                         |      |  |

### Terceiro lugar
| 14 de Março | Peru | 3 - 3 (a.p.) (5-4 g.p.) | Equador |  |
|             |      |                         |         |  |

### Final
| 14 de Março | Brasil | 7 – 1 | Argentina |  |
|             |        |       |           |  |

## Premiações

### Campeã
| Vencedor         |
| ---------------- |
| BRASIL 3º título |